# Kate Easton
Kate Easton est une actrice américaine.

## Filmographie
- 2007 : Neptune Rising
- 2010 : Love & Other Drugs
- 2012 : Magic Mike
- 2014 : Amira & Sam
- 2017 : A Beautiful Day (You Were Never Really Here) de Lynne Ramsay : La mère de Joe jeune
- 2017 : La Dernière Tournée (Last Flag Flying) de Richard Linklater : Jackie
- 2018 : Ocean's 8 (Ocean's eight) : Jessica
- 2019 : Nos vies après eux (Otherhood) : Crystal
- 2019 : Un secret bien gardé (Can You Keep A Secret ?) de Elise Duran : Artemis
- 2019 : Bernadette a disparu (Where'd You Go, Bernadette) de Richard Linklater : Tammy
- 2020 : Lost girls and love hotels : Louise

### Télévision
- 2007 : The Kill Point
- 2014 : The Knick
- 2015 : The Blacklist
- 2016 : Unforgettable
- 2018 : Gone
- 2018 : Faith under fire (telefilm)
- 2019 : Dans leur regard ( When they see us ) : Patricia Dean
- 2020 : Un amour polaire ( Love on iceland ) (telefilm) : Erin